# Куолли, Маргарет
Са́ра Ма́ргарет Куо́лли (англ. Sarah Margaret Qualley; род. 23 октября 1994, Калиспелл, Монтана) — американская актриса

, фотомодель, танцовщица
, кинопродюсер, телепродюсер и режиссёр видеоклипов. Номинантка на премии «Эмми» (2019, 2022) и «Золотой глобус» (2022, 2025).

## Ранние годы
Сара Маргарет Куолли родилась 23 октября 1994 года в Калиспелле, штат Монтана, США, в семье актрисы и модели Энди Макдауэлл и владельца ранчо Пола Куолли. У неё есть старшие брат и сестра — Джастин (род. 1986) и Рейни (род. 1989). По материнской линии имеет шотландские корни.  Семья Куолли жила на ранчо в Мизуле, штат Монтана, и переехала в Ашвилл, штат Северная Каролина, когда Маргарет было четыре года. Родители Куолли развелись, когда ей было пять лет. 
В подростковом возрасте Куолли и её сестра были дебютантками, обе дебютировала на Bal des débutantes в Париже.
В 14 лет Куолли поступила в школу искусств Северной Каролины, где изучала танцы. Она обучалась балету в Американском театре балета и в Детской профессиональной школе Нью-Йорка. В 16-летнем возрасте, после получения предложения стать ученицей в Театре танца Северной Каролины, она решила бросить танцы. Чтобы остаться в Нью-Йорке, она решила работать моделью. Позже Куолли переключила своё внимание на актёрское мастерство и поступила на летнюю программу Королевской академии драматического искусства в Лондоне. Она училась в Нью-Йоркском университете, но ушла после семестра ради актёрских ролей.

## Карьера
В 2011 году Куолли дебютировала в качестве модели на Неделе моды в Нью-Йорке. Она была моделью для Valentino и Chanel во время Парижской недели моды весна/лето 2012. Она снова дефилировала для Chanel во время их показа осень/зима 2012. Она появлялась на обложках и в редакционных статьях Vogue (включая Vogue Россия и Китай), W, Teen Vogue, Interview, Vanity Fair и Nylon. Она появлялась в рекламных кампаниях Kenzo, Ralph Lauren, Kate Spade и Céline. Куолли участвовала в многочисленных кампаниях Chanel, послом которой она является.
В 2013 году Куолли впервые появилась на экране, сыграв небольшую роль в фильме Джии Коппола «Пало-Альто». В июне того же года она вошла в основной состав сериала HBO «Оставленные» и повторила свою роль Джилл Гарви в последующих втором и третьем сезонах сериала в 2015 и 2017 годах, соответственно.
В 2016 году Куолли сыграла в комедии Шейна Блэка «Славные парни» и присоединилась к актёрскому составу драмы Шона Кристенсена «Исчезновение Сидни Холла». Премьера последнего состоялась на кинофестивале «Сандэнс» в 2017 году вместе с ещё одним её фильмом — «Послушница». В том же году она появилась в мистическом триллере Адама Вингарда «Тетради смерти».
В 2018 году Куолли сыграла в драме Тима Саттона «Доннибрук». 
В 2019 году Куолли получила главную роль в научно-фантастическом фильме Netflix «Ио». В том же году она исполнила роль актрисы и танцовщицы Энн Рейнкинг в биографическом мини-сериале FX «Фосси/Вердон», принёсшей ей номинации на премии «Выбор критиков» и «Эмми». Она появилась в комедийной драме Квентина Тарантино «Однажды в Голливуде» с ролью Киски, принёсшей ей номинацию на премию Гильдии киноактёров США, политическом триллере Бенедикта Эндрюса «Опасная роль Джин Сиберг» с ролью Линетт Соломон, а также озвучила Маму и Локни, сестру-близнеца Мамы, в компьютерной игре Хидэо Кодзимы «Death Stranding». 
В 2021 году Куолли исполнила главную роль в драматическом сериале Netflix «Уборщица. История матери-одиночки», где сыграла вместе со своей матерью Энди Макдауэлл. За эту работу она получила вторую номинацию на премию «Эмми» и первую на «Золотой глобус». В том же году она присоединилась к актёрскому составу фильма Йоргоса Лантимоса «Бедные-несчастные», а в 2022 году получила роль в фильме «Виды доброты» того же режиссёра. 
В 2023 году Куолли исполнила одну из главных ролей в сатирическом боди-хорроре Корали Фаржа «Субстанция». За эту работу она получила вторую номинацию на премию «Золотой глобус».

## Личная жизнь
По состоянию на ноябрь 2019 года, Куолли жила в Нью-Йорке. Раньше она жила в Лос-Анджелесе со своей сестрой Рейни, которую описывает как «мой кумир, мой лучший друг во всём мире».
В 2019 году Куолли встречалась с актёром Питом Дэвидсоном. С 2020 по 2021 год — с актёром Шайей Лабафом.
В мае 2022 года Куолли объявила о помолвке с музыкантом Джеком Антонофф. Они поженились 19 августа 2023 года на острове Лонг-Бич, штат Нью-Джерси, после двух лет отношений.
Она является героиней песни «Margaret» Ланы Дель Рей из альбома «Did You Know That There’s a Tunnel Under Ocean Blvd». Голос Куолли звучит в треке «Taco Truck x VB», который входит в тот же альбом.

## Фильмография
| Год       |     | Русское название                  | Оригинальное название         | Роль                           |
| --------- | --- | --------------------------------- | ----------------------------- | ------------------------------ |
| 2013      | ф   | Пало-Альто                        | Palo Alto                     | Ракель                         |
| 2014—2017 | с   | Оставленные                       | The Leftovers                 | Джиллиан Гарви                 |
| 2016      | ф   | Славные парни                     | The Nice Guys                 | Амелия Каттнер                 |
| 2016      | кор | Девушка мечты                     | Dream Girl                    | Нора                           |
| 2017      | ф   | Послушница                        | Novitiate                     | Сестра Кэтлин Харрис           |
| 2017      | ф   | Исчезновение Сидни Холла          | The Vanishing of Sidney Hall  | Александра                     |
| 2017      | ф   | Тетрадь смерти                    | Death Note                    | Мия Саттон                     |
| 2018      | кор | Существа света                    | Light Beings                  | девушка                        |
| 2018      | ф   | Доннибрук                         | Donnybrook                    | Делия Ангус                    |
| 2019      | ф   | Ио                                | Io                            | Сэм Уолден                     |
| 2019      | ф   | Сын Америки                       | Native Son                    | Мэри Далтон                    |
| 2019      | ф   | Адам                              | Adam                          | Кейси Фримен                   |
| 2019      | ф   | Однажды в Голливуде               | Once Upon a Time in Hollywood | Киска                          |
| 2019      | ф   | Рождённый после смерти            | Strange but True              | Мелисса Муди                   |
| 2019      | ф   | Опасная роль Джин Сиберг          | Seberg                        | Линетт Соломон                 |
| 2019      | с   | Фосси/Вердон                      | Fosse/Verdon                  | Энн Райнкинг                   |
| 2019      | ки  | Death Stranding                   | Death Stranding               | Мама / Локни                   |
| 2020      | кор | Проснись                          | Wake Up                       | Джейн Доу                      |
| 2020      | ф   | Мой год в Нью-Йорке               | My Salinger Year              | Джоанна Ракофф                 |
| 2020      | с   | Играй ради дела                   | Acting for a Cause            | Джульетта Капулетти            |
| 2021      | с   | Уборщица. История матери-одиночки | Maid                          | Александра «Алекс» Расселл     |
| 2022      | ф   | Звёзды в полдень                  | Stars at Noon                 | Триш Джонсон                   |
| 2022      | ф   | Стоп-слово                        | Sanctuary                     | Ребекка                        |
| 2023      | ф   | Бедные-несчастные                 | Poor Things                   | Фелисити                       |
| 2024      | ф   | Красотки в бегах                  | Drive-Away Dolls              | Джейми Доббс                   |
| 2024      | ф   | Виды доброты                      | Kinds of Kindness             | Вивиан / Марта / Рут / Ребекка |
| 2024      | ф   | Субстанция                        | The Substance                 | Сью                            |
| 2025      | ф   | Голубая луна                      | Blue Moon                     | Элизабет Вейланд               |
| 2025      | ф   | Милая, не надо!                   | Honey Don't!                  | Хани О 'Донахью                |
| 2025      | ф   | Счастливчик Гилмор 2              | Happy Gilmore 2               | Салли                          |
| 2026      | ф   | Собачьи звёзды                    | The Dog Stars                 | Чина                           |
| 2027      | ф   | Хантингтон                        | Huntington                    | ТВА                            |

### Видеоклипы
| Год  | Артист       | Название                 |
| ---- | ------------ | ------------------------ |
| 2017 | Соко         | Sweet Sound of Ignorance |
| 2019 | Cashmere Cat | For Your Eyes Only       |
| 2019 | Cashmere Cat | Emotions                 |
| 2020 | Рейнсфорд    | Love Me Like You Hate Me |
| 2023 | Bleachers    | Alma Mater               |
| 2023 | Bleachers    | Tiny Moves               |

## Награды и номинации
| Премия                                   | Год  | Работа                            | Категория                                                                          | Результат |
| ---------------------------------------- | ---- | --------------------------------- | ---------------------------------------------------------------------------------- | --------- |
| Daily Cooler                             | 2022 | Уборщица. История матери-одиночки | Лучшая женская роль в мини-сериале или сериале-антологии                           | Номинация |
| Just About Write                         | 2022 | Уборщица. История матери-одиночки | Лучшая женская роль в драматическом сериале                                        | Номинация |
| Lady Parts                               | 2022 | Уборщица. История матери-одиночки | Лучшая женская роль в мини-сериале                                                 | Номинация |
| MTV Video Music Awards                   | 2024 | «Tiny Moves»                      | Лучшая режиссура (с Алексом Локеттом)                                              | Номинация |
| MTV Video Music Awards                   | 2024 | «Tiny Moves»                      | Лучшая хореография                                                                 | Номинация |
| Альянс женщин-киножурналистов            | 2025 | Субстанция                        | Лучшая женская роль второго плана                                                  | Номинация |
| Ассоциация голливудских критиков         | 2022 | Уборщица. История матери-одиночки | Лучшая женская роль в стриминговом мини-сериале, сериале-антологии или телефильме  | Номинация |
| Ассоциация киножурналистов Индианы       | 2024 | Субстанция                        | Лучшая роль второго плана                                                          | Победа    |
| Ассоциация кинокритиков Чикаго           | 2024 | Субстанция                        | Лучшая женская роль второго плана                                                  | Номинация |
| Ассоциация онлайн-кино и телевидения     | 2020 | Однажды в Голливуде               | Лучший актёрский состав в фильме                                                   | Номинация |
| Ассоциация онлайн-кино и телевидения     | 2022 | Уборщица. История матери-одиночки | Лучшая женская роль в телефильме или мини-сериале                                  | Номинация |
| Ассоциация онлайн-кинокритиков Бостона   | 2024 | Субстанция                        | Лучшая женская роль второго плана                                                  | Победа    |
| Премия Ассоциации телевизионных критиков | 2022 | Уборщица. История матери-одиночки | Личные достижения в драме                                                          | Номинация |
| Астра                                    | 2024 | Субстанция                        | Лучшая женская роль второго плана                                                  | Номинация |
| Астра                                    | 2024 | Субстанция                        | Лучшая роль в фильме ужасов или триллере                                           | Номинация |
| Выбор критиков                           | 2020 | Фосси/Вердон                      | Лучшая женская роль второго плана в фильме или мини-сериале                        | Номинация |
| Выбор критиков                           | 2022 | Уборщица. История матери-одиночки | Лучшая женская роль в фильме или мини-сериале                                      | Номинация |
| Выбор критиков                           | 2025 | Субстанция                        | Лучшая женская роль второго плана                                                  | Ожидается |
| Премия Гильдии киноактёров США           | 2020 | Однажды в Голливуде               | Лучший актёрский состав в игровом кино                                             | Номинация |
| Премия Гильдии киноактёров США           | 2022 | Уборщица. История матери-одиночки | Лучшая женская роль в телефильме или мини-сериале                                  | Номинация |
| Гильдия кинокритиков Мичигана            | 2024 | Субстанция                        | Лучшая женская роль второго плана                                                  | Номинация |
| Золотое дерби                            | 2020 | Однажды в Голливуде               | Лучший актёрский состав в фильме                                                   | Номинация |
| Золотое дерби                            | 2020 | Однажды в Голливуде               | Лучший актёрский состав десятилетия в фильме                                       | Номинация |
| Золотое дерби                            | 2022 | Уборщица. История матери-одиночки | Лучшая женская роль в мини-сериале или телефильме                                  | Номинация |
| Золотое дерби                            | 2024 | Бедные-несчастные                 | Лучший актёрский состав в фильме                                                   | Номинация |
| Золотой глобус                           | 2022 | Уборщица. История матери-одиночки | Лучшая женская роль — мини-сериал или телефильм                                    | Номинация |
| Золотой глобус                           | 2025 | Субстанция                        | Лучшая женская роль второго плана — кинофильм                                      | Номинация |
| Ирис                                     | 2021 | Мой год в Нью-Йорке               | Лучшая женская роль                                                                | Номинация |
| Ирландец                                 | 2022 | Уборщица. История матери-одиночки | Лучшая женская роль в мини-сериале или телефильме                                  | Победа    |
| Круг кинокритиков Филадельфии            | 2024 | Субстанция                        | Лучшая женская роль второго плана                                                  | Победа    |
| Круг критиков Финикса                    | 2024 | Субстанция                        | Лучшая женская роль второго плана                                                  | Победа    |
| Международная премия онлайн-кино         | 2022 | Уборщица. История матери-одиночки | Лучшая женская роль в мини-сериале или телефильме                                  | Номинация |
| Международная премия онлайн-кино         | 2024 | Бедные-несчастные                 | Лучший актёрский состав                                                            | Номинация |
| Общество кинокритиков Лас-Вегаса         | 2024 | Субстанция                        | Лучшая женская роль второго плана                                                  | Номинация |
| Общество кинокритиков Сиэтла             | 2024 | Субстанция                        | Лучшая женская роль второго плана                                                  | Победа    |
| Сатурн                                   | 2025 | Субстанция                        | Лучшая киноактриса второго плана                                                   | Номинация |
| Серебряное перо                          | 2021 | Уборщица. История матери-одиночки | Лучшая женская роль в мини-сериале, сериале-антологии или специальном телевыпуске  | Номинация |
| Спутник                                  | 2025 | Субстанция                        | Лучшая женская роль второго плана                                                  | Номинация |
| Эмми                                     | 2019 | Фосси/Вердон                      | Лучшая женская роль второго плана в мини-сериале, сериале-антологии или телефильме | Номинация |
| Эмми                                     | 2022 | Уборщица. История матери-одиночки | Лучшая женская роль в мини-сериале или фильме                                      | Номинация |